# Pępowski

Herb Pępowski

Pępowski (Pempowski, Pepowsky, Junosza odmienny) – pomorski herb szlachecki, odmiana herbu Junosza, herb własny rodziny Pępowskich. Herb ten jest nieznany klasycznym herbarzom, ani polskim, ani niemieckim.

## Opis herbu
Opis zgodnie z klasycznymi regułami blazonowania:
W polu baran kroczący, głową odwrócony w lewo, nad którego grzbietem półksiężyc w prawo. Klejnot: nad hełmem w zawoju trzy pióra strusie. Labry. Barwy nieznane.

## Najwcześniejsze wzmianki
Herb z płyty nagrobnej Jerzego Pępowskiego (zm. 1617) z kościoła Św. Jana w Żukowie.

## Herbowni
Pępowski (Pampaw, Pampow, Pamppaw, Pampowski, Pempowski, Pepowsky, Pęmpowski). Rodzinie tej niesłusznie przypisywano herb Gozdawa albo Poronia wielkopolskiej rodziny Pępowskich.

## Rodzina Pępowski
Bardzo mało znana rodzina szlachecka, biorąca nazwisko od wsi Pępowo koło Żukowa. Jej protoplastą może być Niclos von Pampow, właściciel Pępowa w 1403 roku. W roku 1412 wymieniono Dytrycha z Pępowa. Prawa do wsi potwierdził król polski w 1526 roku Maciejowi, Jakubowi i Jerzemu Pępowskim. Znany jest tylko jeden przedstawiciel rodu pełniący jakąkolwiek funkcję - Marcin Pempowski w latach 1564-70 ławnik ziemski mirachowski. Rodzina wygasła w XVII wieku.